# Malištrof
Malištrof (njemački: Mannersdorf an der Rabnitz, mađarski: Répcekethely) je naseljeno mjesto i općina u austrijskoj saveznoj državi Gradišće, administrativno pripada Kotaru Gornja Pulja.

## Stanovništvo
Malištrof prema podacima iz 2010. godine ima 1.804 stanovnika. Naselje je 2001. godine imao 1.939 stanovnika od čega 26 Hrvata, 1.856 Nijemaca,  35 Mađara i 21 ostalih.

## Naselja u općini
- Klostermarienberg
- Unterloisdorf
- Malištrof
- Rattersdorf
- Liebing

## Vanjske poveznice
- Internet stranica naselja